# Faux-Fresnay
Faux-Fresnay è un comune francese di 353 abitanti situato nel dipartimento della Marna nella regione del Grand Est.

## Società

### Evoluzione demografica
Abitanti censiti